# مدام كلود

فرناندا غرفرناندا غرودي المعروفة بلقب «السيدة كلود / مدام كلود» (بالفرنسية: Madame Claude) ولدت في مدينة أنجيه غرب فرنسا عام 1923 لعائلة متواضعة وتلقت خلال طفولتها وشبابها الأول تعليما في بعض المعاهد الكاثولكية في المدينة قبل أن تنتقل إلى العاصمة وتتحول هناك على «مدام كلود» بعد أن أسست عام 1950 «شركة» في دائرة باريس السادسة عشرة لتأمين العاهرات لزبائن من الطبقات المخملية والمشاهير، معروفين.